# Полыгарец (деревня)
Полыгарец — деревня в Кунгурском районе Пермского края в составе Троельжанского сельского поселения.

## География
Деревня находится в западной части Кунгурского района примерно в 5 километрах от села Троельга на север-северо-запад.

## Климат
Климат умеренно-континентальный с продолжительной снежной зимой и коротким, умеренно-тёплым летом. Средняя температура июля составляет +17,8 0С, января −15,6 0С. Среднегодовая температура воздуха составляет +1,3°С. Средняя продолжительность периода с отрицательными температурами составляет 168 дней и продолжительность безморозного периода 113 дней. Среднее годовое количество осадков составляет 539 мм.

## История
Деревня известна с 1719 года. С 1901 года какое-то время была селом после постройки церкви. Некоторое время у деревни добывали медную руду, а в 1860 году близ деревни открыли новый минерал глинистого типа водный алюмосиликат магния, получивший название палыгорскит.

## Население
Постоянное население составляло 21 человек в 2002 году (100 % русские), 11 человек в 2010 году.